# 중간계의 수호자
중간계의 수호자(Guardians of Middle-earth)는 모놀리스 프로덕션스에서 개발하고 워너 브라더스 엔터테인먼트에서 배급한 온라인 비디오 게임이다. 반지의 제왕 시리즈를 바탕으로 만든 게임이며, 호빗과도 연계가 있다. 이 게임은 2012년 12월 4일 플레이스테이션 네트워크와 엑스박스 라이브를 통해 플레이스테이션 3과 엑스박스 360 콘솔용으로 각각 출시되었다.
게임에 대한 다운로드 바우처와 향후 다운로드 가능한 콘텐츠를 위한 "시즌 패스"가 포함된 소매 패키지도 출시된다. 현재 플레이스테이션 네트워크에서 더 이상 사용할 수 없으며, 서버도 다운되었다. 중간계의 수호자는 나중에 2013년 8월 29일 마이크로소프트 윈도우용으로 출시되었다.

## 게임 플레이
중간계의 수호자는 팀 조정에 중점을 둔 전형적인 멀티플레이어 온라인 배틀 아레나(MOBA) 게임의 표준 요소를 통합한다. 최대 10명의 플레이어가 간달프, 사우론 및 라다가스트를 포함하여 반지의 제왕 프렌차이즈의 36명으로 플레이하며, 5명으로 구성된 두팀으로 나누어 상대의 기지를 파괴하여 승리 할 수 있다. 대부분의 다른 멀티플레이어 온라인 배틀 아레나 게임과 달리 중간계의 수호자는 "영화 같은" 경험을 얻기 위해 데스크탑 게임 플레이보다는 홈 콘솔을 강조한다.

## 평가
중간계의 수호자는 엇갈린 평가를 받았다.